# Sunsari District
Sunsari District er et af Nepals 75 administrative og politiske regioner, betegnet distrikter (lokalt betegnet district, zilla, jilla el. जिल्ला). Sunsari er et distrikt i lavlandet Terai, som ligger i Kosi Zone i Eastern Development Region.
Sunsari areal er 1.257 km² og der boede ved folketællingen 2001 i alt 625.633 og i 2007 698.832 og i 2011 763.487 i distriktet. Distriktets politiske organ District Development Committee er sammensat gennem indirekte valg, med repræsentation fra hver af de 9-17 administrative enheder ilakaer, hvert distrikt er opdelt i. 
Sunsari District er endvidere opdelt i 52 udviklingskommuner (lokalt navn: Gaun Bikas Samiti (G.B.S.) el. Village Development Committee (VDC)), hvoraf byer med over 10.000 indbyggere kategoriseres som købstæder (municipalities). 
Sunsari District er udviklingsmæssigt – gennem anvendelse af FN og UNDP's Human Development Index – kategoriseret som nr. 16 ud af Nepals 75 distrikter.

## Eksterne links
- Kort over Sunsari District
- Sunsari District sundhedsprofil – fra FN-Nepal (på engelsk)

26°36′07″N 87°08′51″Ø / 26.602°N 87.1476°Ø